# Rudná (Pardubice)
Rudná é uma comuna checa localizada na região de Pardubice, distrito de Svitavy.